# Cardeal (futebolista)
Sezefredo Ernesto da Costa, conhecido como Cardeal (Santa Vitória do Palmar, 7 de novembro de 1912 — Montevidéu, 4 de agosto de 1949) foi um futebolista brasileiro.
Cardeal - apelido dado porque sempre jogava com um gorro vermelho - começou sua carreira no Esporte Clube Santa Cruz, depois no Grêmio Esportivo Brasil (ambos clubes de Santa Vitória do Palmar). No 9° Regimento tornou-se tricampeão pelotense em 1934, 1935 e 1936. Passou ainda por Nacional de Montevidéu e Fluminense tendo ainda atuado pela seleção gaúcha e pela seleção brasileira. Pelo Brasil disputou o sul-americano de 1937. Ainda atuando pelo 9° Regimento ele foi convocado pelo técnico Ademar Pimenta em 1936.
No ano de 1936 auxiliou o selecionado gaúcho no em seu primeiro triunfo sobre os paulistas na história do campeonato brasileiro de seleções. Na partida, os gaúchos venceram por 2–1, gol da vitória marcado na prorrogação por Cardeal, após um empate em 1–1 no tempo normal. Após o sul-americano, Cardeal foi vendido do 9º Regimento para o Nacional de Montevidéu. Em 1938, foi transferido para o Fluminense e, em 1940, voltou ao 9º Regimento, onde permaneceu até 1943.

## Morte
Tuberculoso, morreu prematuramente, aos 36 anos, em 1949, em Montevidéu, para onde foi levado, já doente, por dirigentes do Nacional de Montevideo, que foram admiráveis com o craque, com toda a assistência que ele precisava, até o dia de sua morte.

## Participação na Seleção Brasileira
Foi convocado após ser observado pelo técnico da Seleção Brasileira, Ademar Pimenta, pelas grandes atuações no Campeonato Brasileiro de Seleções, de 1936, pelo Rio Grande do Sul. Neste ano, a equipe gaúcha conseguiu a primeira vitória contra os paulistas na história do campeonato, que havia iniciado em 1922. No histórico jogo contra São Paulo, o Rio Grande do Sul ganhou por 1–0 na prorrogação, gol de Cardeal, após empate em 1–1 no tempo normal. Os gaúchos jogaram com Penha; Miro e Luiz Luz; Sardinha, Nestor e Risada; Sorro, Russinho, Cardeal, Foguinho e Tom Mix.
No Sul-Americano de 1937, Cardeal comandou o ataque da Seleção Brasileira nas partidas finais bastante conturbadas contra a anfitriã Argentina. Daí, continuaram a surgir as propostas: de Montevidéu, de Buenos Aires, do Rio de Janeiro, de São Paulo. Ele acabou assinando com o Nacional de Montevideo.
Em 1938, jogou no Fluminense e,dois anos depois, retornou para o Farroupilha, onde ainda jogou até 1943.

## Campeão gaúcho em 1935
Conta a lenda que Cardeal não tinha um pulmão, extirpado em uma cirurgia por conta de uma tuberculose. Por isso ele não corria, ficava parado perto da área, mas quando recebia a bola o pulmão não fazia falta.
O Internacional conquistou o seu segundo título em 1934, vencendo na final o G.E. 9º R.I. (atualmente Farroupilha, por 1–0, gol de Tupã, de pênalti.
Em 1935, o Regimento ganhou novamente o campeonato de Pelotas e o regional e retornou a Porto Alegre para decidir o título. Desta vez, porém, o adversário foi o Grêmio e o 9º Regimento venceu, comemorou o título do campeonato gaúcho que marcava o centenário da Revolução Farroupilha. Seis anos depois, a 13 de dezembro de 1941, mudou de nome em homenagem ao título, para Grêmio Atlético Farroupilha.
A decisão do estadual começou no dia 20 de outubro, em Pelotas, com vitória do Grêmio por 3–1. No segundo jogo, em Porto Alegre, na Baixada, o Regimento surpreendeu e venceu por 3–0. O jogo foi disputado no dia 24 de outubro e teve a arbitragem de Ernani De Lorenzi. Com a vitória pelotense, foi necessária a realização de um 3º jogo, disputado no estádio do Internacional, no dia 27 de outubro. O Regimento voltou a ser superior e venceu por 2–1, dois gols de Cardeal. O time campeão: Brandão; Jorge e Chico Fuleiro; Rui (Folinha), Itararé e Celistre; Berila, Bichinho, Cerrito, Cardeal e Gasolina.